# Trasmissione del calore
La trasmissione del calore (o scambio termico) è un fenomeno di trasporto in cui è coinvolta energia termica  tra due sistemi termodinamici, che è causato da una differenza di temperatura tra i due sistemi, da quello caldo a quello freddo (secondo principio della termodinamica). Nei corsi universitari, nelle facoltà d'ingegneria ed architettura è studiato nell'ambito di Fisica Tecnica o Fisica Tecnica Ambientale. Se durante tale processo non viene prodotto calore (ad esempio attraverso reazione chimica), il calore ceduto da un sistema viene acquistato dal secondo sistema, in accordo con la legge di conservazione dell'energia.

## Modalità di trasmissione del calore

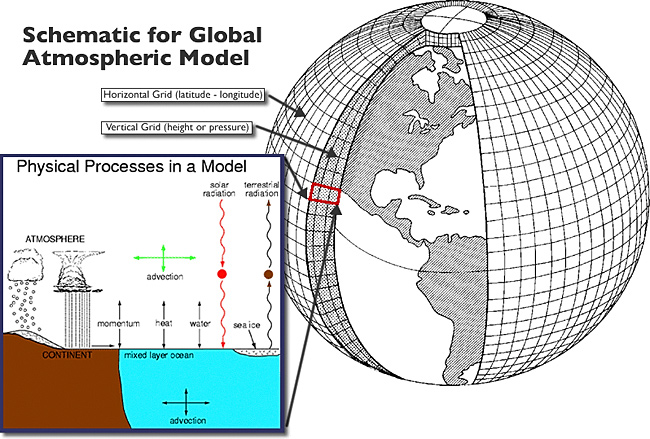
Modello del trasporto di calore e di massa nell'atmosfera terrestre; sono indicati i diversi contributi coinvolti, tra cui il riscaldamento per irraggiamento da parte dei raggi solari.

La trasmissione del calore può avvenire secondo tre modalità:
- Conduzione termica: avviene in presenza di un gradiente di temperatura in un mezzo stazionario, il quale può essere un solido oppure un liquido;
- convezione: avviene tra una superficie e un fluido in movimento, tra i quali si ha un gradiente di temperatura;
- irraggiamento: avviene tra due superfici in reciproca vista, con un gradiente di temperatura, tramite emissione di energia sotto forma di radiazione elettromagnetica; l'irraggiamento avviene anche senza la presenza di un mezzo interposto, ovvero con le due superfici in questione separate dal vuoto.

Il propagarsi del calore tramite tutti e due i meccanismi di convezione e irraggiamento contemporaneamente, viene chiamato "adduzione" o "conduzione esterna".

### Conduzione
La conduzione termica è originata dall'attività molecolare e atomica; infatti può essere vista come un trasferimento di energia dalla particella di materia più energetica a quella minore, attraverso interazioni tra le particelle stesse. Il meccanismo fisico della conduzione è spiegabile considerando un gas, in cui è presente un gradiente di temperatura e dove si ipotizza l'assenza di moti macroscopici. Il gas occuperà lo spazio tra le due superfici mantenute a differente temperatura. Ad ogni punto si associa la temperatura con l'energia delle molecole del gas in prossimità del punto. Questa energia è riferita al moto casuale di traslazione, nonché a quelli di rotazione e di vibrazione delle molecole. La temperatura alta è associata all'alta energia della molecole: quando queste molecole ad alta energia entrano in collisione con quelle contigue, si ha un trasferimento di energia dalle molecole più energetiche a quelle meno. Alla presenza di un gradiente lo scambio avverrà in direzione della diminuzione di temperatura. Questo discorso può essere esteso ai liquidi e ai solidi, dove la collisione delle molecole è più frequente in quanto avviene in uno spazio ancor più ridotto.

### Convezione
La convezione riguarda essenzialmente i fluidi, e si verifica soprattutto per differenza tra le densità dei fluidi stessi al variare della temperatura;  comprende due meccanismi di trasmissione dell'energia. Oltre al moto casuale delle molecole, il trasferimento si ha con moti macroscopici del fluido, con le molecole che si comportano come se facessero parte di un unico aggregato.

### L'Irraggiamento
L'irraggiamento è un meccanismo di trasmissione diverso, perché avviene anche in assenza di materia. Per esempio, l'energia emessa dal Sole sotto forma di radiazioni elettromagnetiche si propaga nello spazio interplanetario prima di giungere sulla Terra. O anche le vecchie lampadine a incandescenza.

## Applicazioni
La trasmissione del calore è studiata per tre attività fondamentali che sono di uso comune quasi in tutti gli impianti:
- la conservazione di calore;
- la dissipazione di calore;
- il  raffreddamento libero.

### La conservazione di calore
Il calore prodotto per scaldare una casa, per generare vapore acqueo o per fondere del materiale è un calore che ha necessità di essere conservato e che quindi non deve essere disperso; lo scopo dello studio delle coibentazioni infatti è proprio quello di riuscire a trovare materiali con un coefficiente di inerzia termica adeguata al fine di contenere il calore senza disperderlo.

### La dissipazione di calore
Spesso in alcuni sistemi si genera del calore che rappresenta un danno ed un problema. Questo calore infatti deve essere dissipato (smaltito) perché manda in temperatura eccessiva il sistema. Questo è il caso di tutte le macchine termiche che si riscaldano e devono essere raffreddate, per evitare malfunzionamenti.

### Raffreddamento libero
Il libero raffreddamento come esempio è l'immissione di aria esterna (non trattata, ma opportunamente filtrata), avente il compito di raffrescare degli ambienti; un secondo esempio può essere quello di portare un fluido che viene generalmente raffreddato con gruppo frigo o rad-cooling in batterie esterne non ventilate che sfruttino la sola convezione naturale.
Questo tipo di applicazione è l'alternativa di solo raffreddamento di fluidi o di ambienti che, diversamente (in primis a causa delle condizioni esterne che non lo permettono, ad es. temperatura elevata), richiedono l'utilizzo di gruppi frigo.

## Trasmissione del calore negli impianti
La trasmissione del calore negli impianti ha una importanza rilevante perché spesso dove si produce il calore non è il posto in cui serve. Nel passato (ed in parte anche oggi) c'era il camino nelle stanze ed il problema del trasferimento del calore non sussisteva, in quanto il posto in cui si bruciava la legna (sorgente di calore) coincideva anche con il posto in cui vi era necessità di calore.
Oggi Il calore si produce con combustibili diversi come carbon fossile, nafta, gas naturale, gasolio, eccetera ed il luogo dove si produce il calore è spesso lontano da dove si ha necessità di usarlo per motivi di sicurezza.
Per questo motivo la tecnologia del calore, nel corso degli anni, ha studiato varie forme di vettore per trasferire il calore da una parte all'altra.
il fluido termovettore usato nell'impiantistica per la trasmissione del calore :
- aria
- liquido
- aeriforme
- vapore acqueo

Il calore viene ceduto attraverso delle batterie di scambio (scambiatori) al termovettore che viene spostato dalla sorgente di calore fino al posto dove questo calore serve e qui il termovettore lo cede all'ambiente attraverso un nuovo scambiatore.

### Trasmissione forzata del calore
Una caldaia a gas produce del calore attraverso la combustione di un gas (ad esempio gas naturale). Il calore prodotto all'interno della caldaia viene ceduto attraverso una serpentina all'acqua (termovettore), che viene spinta da un circolatore attraverso le tubazioni, fino al termosifone, in corrispondenza del quale il calore viene ceduto.

### Trasmissione naturale del calore
Una tazza di latte caldo lasciata riposare sul tavolo (in una stanza le cui finestre siano chiuse, in modo da diminuire gli effetti della convezione forzata) cede nel tempo il suo calore all'ambiente circostante, fino a raggiungere la stessa temperatura dell'ambiente.